# Sólido de Steinmetz

Sólido de Steinmetz (intersección de dos cilindros)

En geometría, un sólido de Steinmetz es el cuerpo sólido obtenido como la intersección de dos o tres cilindros de igual radio y cuyos ejes son perpendiculares entre sí y se cortan en un mismo punto. Cada una de las curvas de la intersección de dos de los cilindros es una elipse.
La intersección de dos cilindros se denomina bicilindro. Topológicamente, equivale a un hosoedro cuadrado. La intersección de tres cilindros se denomina tricilíndro. Un bicilindro bisecado se denomina bóveda, dado que la bóveda de claustro en arquitectura tiene esta forma.
Los sólidos de Steinmetz llevan el nombre del matemático Charles Steinmetz, que resolvió el problema de determinar el volumen de la intersección. Sin embargo, el mismo problema había sido resuelto anteriormente por Arquímedes en el mundo griego antiguo, Zu Chongzhi en la antigua China, y Piero della Francesca en el Renacimiento italiano temprano.

Imagen animada que recrea la generación de un bicilindro

## Bicilindro

Generación de un bicilindro

Cálculo del volumen de un bicilindro

Un cilindro generado por dos cilindros con radio {\displaystyle r} tiene el
volumen
{\displaystyle V={\frac {16}{3}}r^{3}}
y el
área de la superficie
{\displaystyle A=16r^{2}}.
La mitad superior de un bicilindro es la caja cuadrada de una bóveda de claustro, un sólido en forma de cúpula basado en cualquier polígono convexo cuyas secciones transversales son copias similares del polígono, y fórmulas análogas que calculan el volumen y el área de superficie de una bóveda de cúpula como un múltiplo racional del volumen y el área de la superficie de su prisma envolvente se han desarrollado de manera más general.

### Demostración de la fórmula de volumen
Para deducir la fórmula del volumen, es conveniente utilizar la idea común para calcular el volumen de una esfera: dividirla en rodajas cilíndricas delgadas. En este caso, las rodajas finas son cuboides cuadrados (véase diagrama). Esto lleva a
{\displaystyle V=\int _{-r}^{r}(2x)^{2}\mathrm {d} z=4\cdot \int _{-r}^{r}x^{2}\mathrm {d} z=4\cdot \int _{-r}^{r}(r^{2}-z^{2})\mathrm {d} z={\frac {16}{3}}r^{3}}.
Es bien conocido que las relaciones de los volúmenes de un cono circular recto, la mitad de una esfera y un cilindro circular recto con los mismos radios y alturas son 1: 2: 3. Para la mitad de un cilindro, una afirmación similar es verdadera:
- Las relaciones de los volúmenes de la pirámide cuadrada inscrita ({\displaystyle a=2r,h=r,V={\frac {4}{3}}r^{3}}), el medio cilindro ({\displaystyle V={\frac {8}{3}}r^{3}}) y el cuboide cuadrado circundante ({\displaystyle a=2r,h=r,V=4r^{3}}) son 1: 2: 3.

#### Usando cálculo multivariable
Considérense las ecuaciones de los cilindros:
{\displaystyle x^{2}+z^{2}=r^{2}}
{\displaystyle x^{2}+y^{2}=r^{2}}
El volumen vendrá dado por:
{\displaystyle V=\iiint _{V}\mathrm {d} z\mathrm {d} y\mathrm {d} x}
Con los límites de la integración:
{\displaystyle -{\sqrt {r^{2}-x^{2}}}\leqslant z\leqslant {\sqrt {r^{2}-x^{2}}}}
{\displaystyle -{\sqrt {r^{2}-x^{2}}}\leqslant y\leqslant {\sqrt {r^{2}-x^{2}}}}
{\displaystyle -r\leqslant x\leqslant r}
Sustituyendo, se tiene que:
{\displaystyle V=\int _{-r}^{r}\int _{-{\sqrt {r^{2}-x^{2}}}}^{\sqrt {r^{2}-x^{2}}}\int _{-{\sqrt {r^{2}-x^{2}}}}^{\sqrt {r^{2}-x^{2}}}\mathrm {d} z\mathrm {d} y\mathrm {d} x=8r^{3}-{\frac {8r^{3}}{3}}={\frac {16r^{3}}{3}}}

### Demostración de la fórmula del área
El área de la superficie consta de dos triángulos cilíndricos rojos y dos azules. Un biángulo rojo se corta en mitades por el plano yz y se desarrolla en el plano tal que el semicírculo (intersección con el plano yz) se desarrolla sobre el eje {\displaystyle \xi } positivo y el desarrollo del biángulo está limitado hacia arriba por el arco sinusoidal {\displaystyle \eta =r\sin \left({\frac {\xi }{r}}\right),\ 0\leq \xi \leq \pi r}. Por lo tanto, el área de este desarrollo es

Bóveda de claustro

{\displaystyle B=\int _{0}^{\pi r}r\sin \left({\frac {\xi }{r}}\right)\mathrm {d} \xi =2r^{2}}
y la superficie total es:
{\displaystyle A=8\cdot B=16r^{2}}.

### Demostración alternativa de la fórmula de volumen
La deducción del volumen de un bicilindro (blanco) se puede hacer empaquetándolo en un cubo (rojo). Un plano (paralelo a los ejes de los cilindros) que se cruza con el cilindro forma un cuadrado y su intersección con el cubo es un cuadrado más grande. La diferencia entre las áreas de los dos cuadrados es la misma que 4 cuadrados pequeños (azul). A medida que el plano se mueve a través de los sólidos, estos cuadrados azules describen pirámides cuadradas con caras isósceles en las esquinas del cubo; las pirámides tienen sus vértices en los puntos medios de los cuatro bordes del cubo. Mover el plano a través de todo el cilindro describe un total de 8 pirámides.

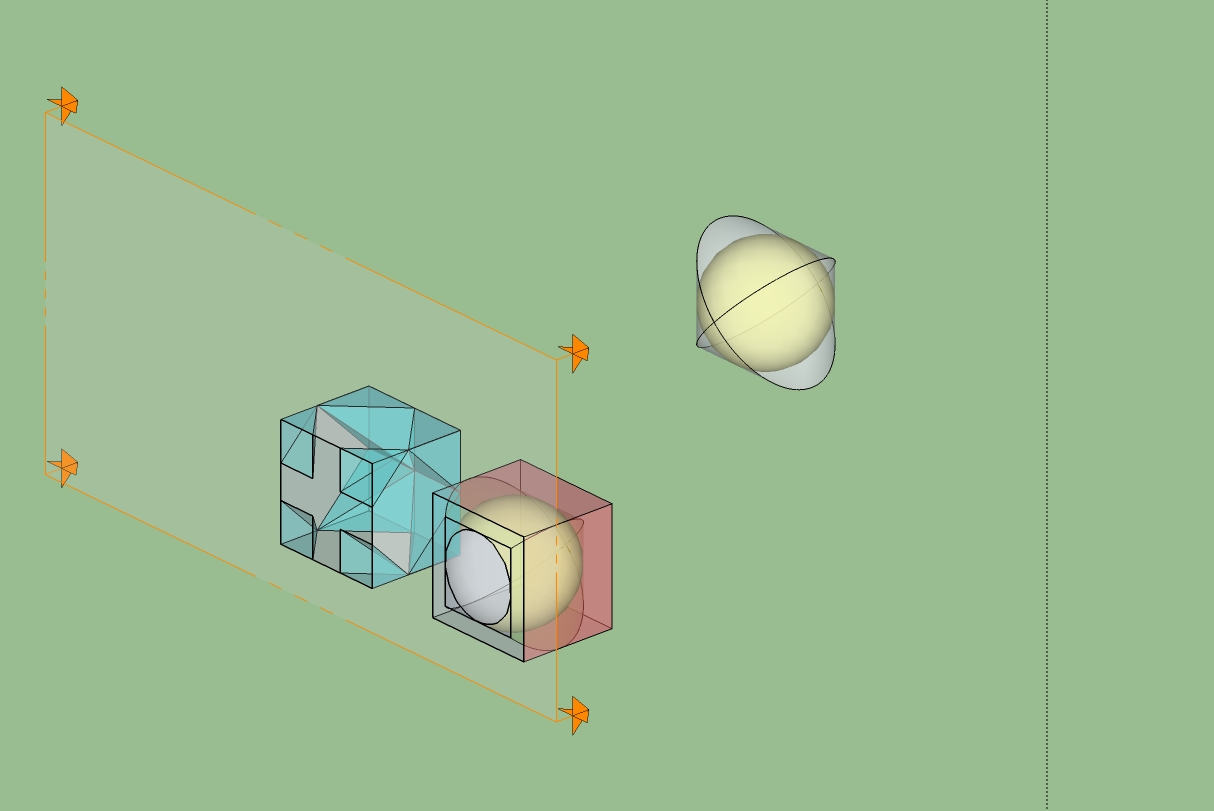
El método de Zu Chongzhi (similar al principio de Cavalieri) para calcular el volumen de una esfera incluye calcular el volumen de un cilindro.
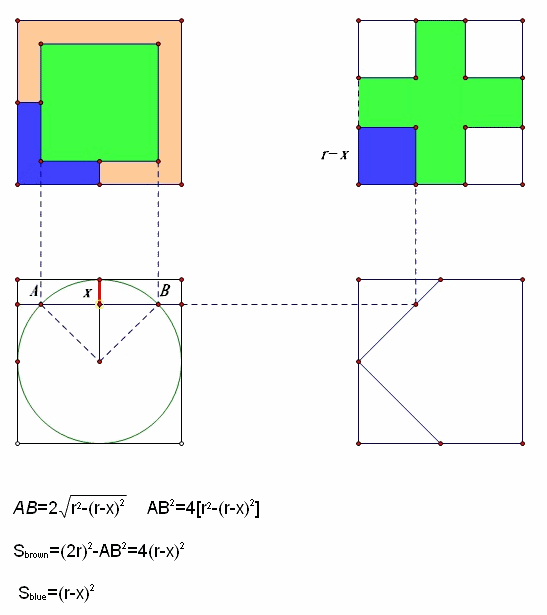
Relación del área de una sección de cilindro con una sección de cubo

El volumen del cubo (rojo) menos el volumen de las ocho pirámides (azul) es el volumen del bicilindro (blanco). El volumen de las 8 pirámides es: {\displaystyle \textstyle 8\times {\frac {1}{3}}r^{2}\times r={\frac {8}{3}}r^{3}}, y luego se puede calcular que el volumen del cilindro es {\displaystyle \textstyle (2r)^{3}-{\frac {8}{3}}r^{3}={\frac {16}{3}}r^{3}}

## Tricilindro

Generando la superficie de un tricilindro: Al principio se cortan dos cilindros (rojo, azul). El cilindro así generado es cortado por el tercer cilindro (verde)

La intersección de tres cilindros con ejes que se cruzan perpendicularmente genera una superficie de un sólido con vértices donde se juntan 3 aristas y vértices donde se juntan 4 aristas. El conjunto de vértices se puede considerar como las aristas de un rombododecaedro. La clave para determinar el volumen y el área de la superficie es la observación de que el cubo puede volver a construirse sobre el tricilindro con los vértices donde se juntan 3 aristas (véase el diagrama) y 6 pirámides curvas (los triángulos son partes de superficies cilíndricas). El volumen y el área de la superficie de los triángulos curvos se pueden determinar mediante consideraciones similares a las del cilindro anterior.
El volumen de un tricilindro es
{\displaystyle V=8(2-{\sqrt {2}})r^{3}}
y la superficie es
{\displaystyle A=24(2-{\sqrt {2}})r^{2}.}

## Con más cilindros
Con cuatro cilindros, con ejes que conectan los vértices de un tetraedro con los puntos correspondientes del otro lado del sólido, el volumen es
{\displaystyle V_{4}=12\left(2{\sqrt {2}}-{\sqrt {6}}\right)r^{3}\,}
Con seis cilindros, con ejes paralelos a las diagonales de las caras de un cubo, el volumen es:
{\displaystyle V_{6}={\frac {16}{3}}\left(3+2{\sqrt {3}}-4{\sqrt {2}}\right)r^{3}\,}